# Ngapali Beach
Ngapali Beach är en strand i Myanmar.   Den ligger i regionen Rakhinestaten, i den sydvästra delen av landet, 240 km sydväst om huvudstaden Naypyidaw.